# Samsung Galaxy S
Samsung Galaxy S (номер моделі: GT-I9000) — смартфон першого покоління лінійки Galaxy S на базі ОС Android. Це перший пристрій компанії, у якому була реалізована концепція Smart Life, що покликана розширити можливості користувача.
Світова прем'єра смартфона відбулася у березні 2010 року в Лас-Вегасі. За 45 днів у США було продано 1 млн пристроїв, а через 7 місяців після прем'єри світові продажі Galaxy S досягли позначки у 10 млн.

## Технічні дані

### Апаратне забезпечення

#### Процесор
Samsung Galaxy S обладнаний процесором Hummingbird S5PC111 (на базі ядра ARM Cortex A8) з тактовою частотою 1 ГГц. Графічний процесор пристрою — PowerVR SGX540. Така комплектація дозволяє без проблем переглядати в Інтернеті потокове відео, користуватися розширеними можливостями веббраузера, а також LBS-функціями смартфона (Location-based service — послуга визначення місцезнаходження).

#### Дисплей
У Samsung Galaxy S використовується 4-дюймовий екран Super AMOLED. Такі дисплеї у порівнянні з попередниками мають меншу товщину і більшу яскравість, причому це не справляє значного впливу на енергоспоживання, оскільки досягається шляхом зменшення кількості шарів екрану. У результаті зображення на дисплеї більш чітке, кольори яскраві та насичені навіть під сонячними променями, ширші кути огляду, присутній енергоощадний режим. Матриця екрану побудована за схемою PenTile (ця технологія додає білий субпіксель до традиційних червоного, зеленого та синього, що покращує яскравість екрану без збільшення енергоспоживання). Крім того, смартфон обладнаний мобільною версією технології mDNIe (mobile Digital Natural Image engine), яка покращує якість зображення та підвищує чіткість в динамічних сценах.

#### Камери
Смартфон обладнаний двома камерами. На задній панелі знаходиться основна 5-мегапіксельна камера з автофокусом, що може записувати HD-відео. На передній панелі знаходиться додаткова VGA-камера для відеодзвінків.

### Нововведення Samsung Galaxy S
- Повсякденні задачі — доступ до прогнозу погоди, стрічок новин, біржових зведень та інших розділів органайзера.
- All Share — можливість зв'язку між сумісними пристроями за допомогою технології DLNA.
- Home Cradle — смартфон можна використовувати як цифрову фоторамку, настільний годинник, календар, портативний музичний центр.
- Створення нотаток з наступним їх збереженням у вигляді SMS / MMS, електронного листа, запису календаря або нагадування.
- Swype — інноваційна технологія вводу, яка дозволяє швидко й легко набирати текст на екрані смартфона на ходу.
- ThinkFree — технологія для просмотру і редагування файлів Microsoft Office.
- «Розумний» будильник — будить користувача звуками природи, при цьому автоматично вмикається підсвітка дисплея.

## Огляд смартфона
- Огляд смартфона Samsung Galaxy S
- Огляд смартфона Samsung Galaxy S Plus [Архівовано 7 вересня 2013 у Wayback Machine.]
- Відеоогляд смартфона
- Огляд Android-смартфона Samsung Galaxy S [Архівовано 2 вересня 2013 у Wayback Machine.]
- Samsung Galaxy S — апогей технологій